# بوركلي دوفيلد
بوركلي دوفيلد هو ممثل كندي، ولد في 9 أغسطس 1992 بفانكوفر في كندا.

## أعمال

### أفلام
- (2016) ووركرافت[2]

## وصلات خارجية
- بوركلي دوفيلد على موقع IMDb (الإنجليزية)
- بوركلي دوفيلد على موقع ألو سيني (الفرنسية)
- بوركلي دوفيلد على موقع أول موفي (الإنجليزية)
- بوركلي دوفيلد على موقع قاعدة بيانات الفيلم (الإنجليزية)
- بوركلي دوفيلد على موقع كينوبويسك (الروسية)